# Lábatlan
Lábatlan é uma cidade da Hungria, situada no condado de Komárom-Esztergom. Tem 26,37 km² de área e sua população em 2019 foi estimada em 4.839 habitantes.